# Université de Kinshasa
L'université de Kinshasa, communément appelée UNIKIN, est un établissement francophone d'enseignement supérieur et universitaire situé dans la ville de Kinshasa en République démocratique du Congo. Fondée en 1954, elle s'appelait à l'origine l'Université Lovanium.
Elle est située dans la commune de Lemba, qui elle-même se trouve dans le district du Mont-Amba. Elle accueille 30 000 étudiants pour l'année académique 2019-2020.

## Histoire

### Université Lovanium
L’histoire de l’université de Kinshasa commence en 1924 avec la création, par l’Université Catholique de Louvain, d’une Association médicale qui devait s’occuper de la santé et de l’éducation au Congo. De cette initiative résulta la création par des professeurs de cette université, de la Fondation médicale de l’université de Louvain au Congo (FOMULAC) et plus tard, en 1927, du premier établissement de santé construit à Kisantu dans le Bas-Congo où eut lieu le premier cours de formation des infirmiers.
En 1932, l’université de Louvain créa, sur le même site, une section d’agronomie, à laquelle s’ajoutèrent une section des sciences administratives et commerciales en 1936, et une section d’assistants médicaux en 1937.
En 1947, ces trois sections furent regroupées sous l’appellation de « centre universitaire congolais de Lovanium », qui fut transféré du site de Kisantu à celui de Kimwenza, et qui devint l’université Lovanium en 1954.
Lovanium est l'ancien nom (latin) de Louvain. Le 15 janvier 1954 s'ouvre le premier cours pré-universitaire sous le rectorat du père jésuite Maurice Schurmans (1901-1970). Des trente étudiants inscrits, onze (ceux qui avaient réussi les cours pré-universitaires) entament la première année académique qui s'ouvre dix mois plus tard, en octobre 1954, dans des bâtiments encore inachevés .

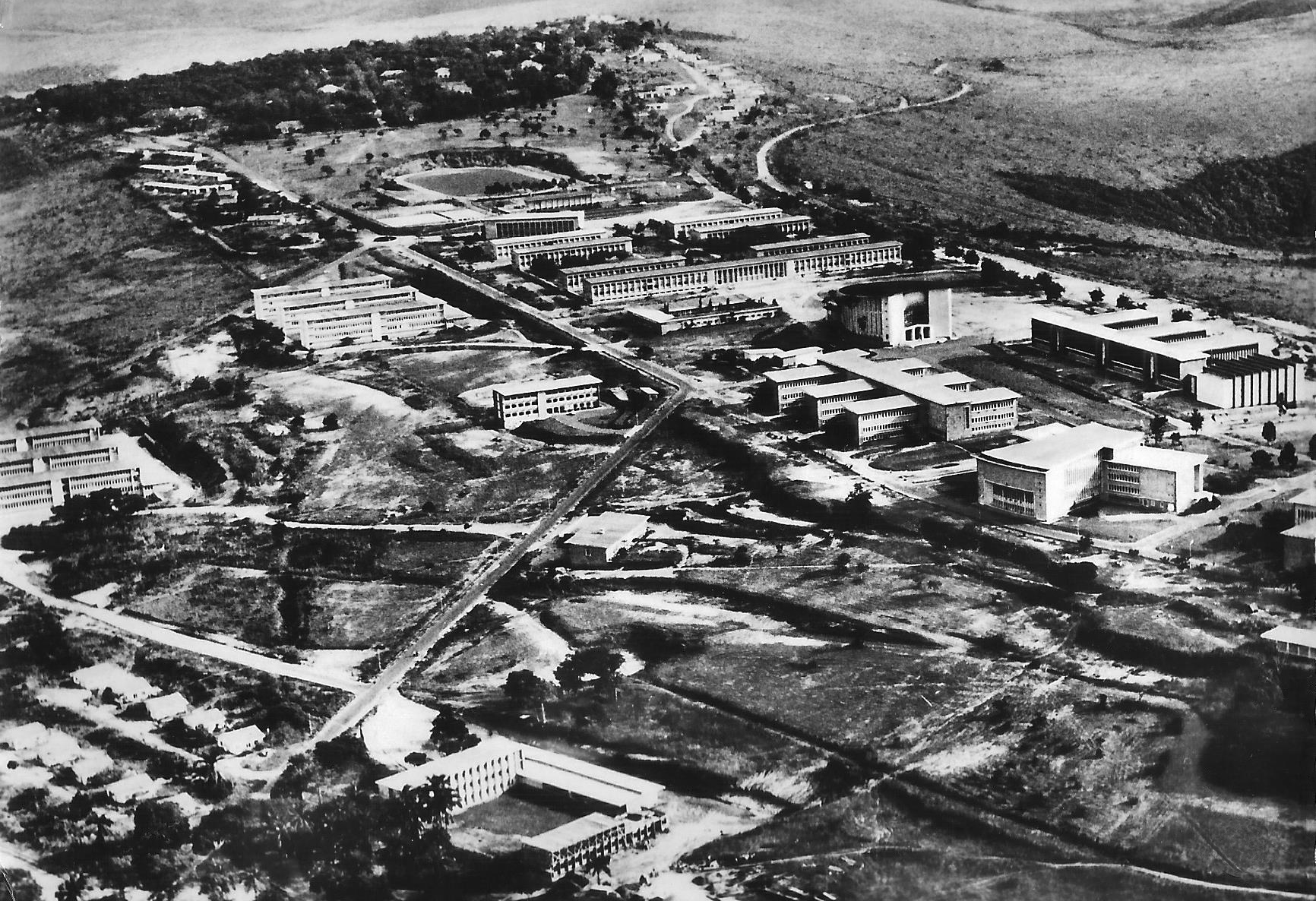
Université de Lovanium en 1959

### Université nationale du Zaïre
En août 1971, l'université Lovanium  fut fusionnée avec l'université de Kisangani (protestante), aussi connue sous le nom de « université Libre du Congo » et l'Université de Lubumbashi, aussi connue sous le nom de « université officielle du Congo », (fondée en 1956 par l'université de Liège) pour former l'université nationale du Zaïre, l'UNAZA.
En 1981, l'université nationale du Zaïre est à nouveau scindée en trois établissements : l'université de Kinshasa, l'université de Kisangani et l'université de Lubumbashi : UNIKIN, UNIKIS, UNILU. Par l’ordonnance-loi no 81-142 du 3 octobre 1981, l'université de Kinshasa est nationalisée et garde depuis lors sa dénomination.

## L’université aujourd’hui
À partir de 1981, l'université prend son nom actuel, « université de Kinshasa » ou « UNIKIN », et elle est nationalisée.

### Les années élastiques
Une « année élastique » est une année académique qui peut s'étendre sur plus d'un an. À l'UNIKIN, les années élastiques sont fréquentes et peuvent s'étendre de 13 à 24 mois. Ce phénomène peut avoir plusieurs causes : une cause ou raison politique qui engendre à son tour des manifestations, et même la fermeture temporaire de l'université ; un problème interne à l'université qui engendre des grèves de professeurs ou des grèves d'étudiants.
En dépit de ces difficultés, « l'UNIKIN reste une université de renom en République démocratique du Congo, l’un des plus prestigieux établissements du pays » selon le journal français Le Monde.

## Organisation

### Direction

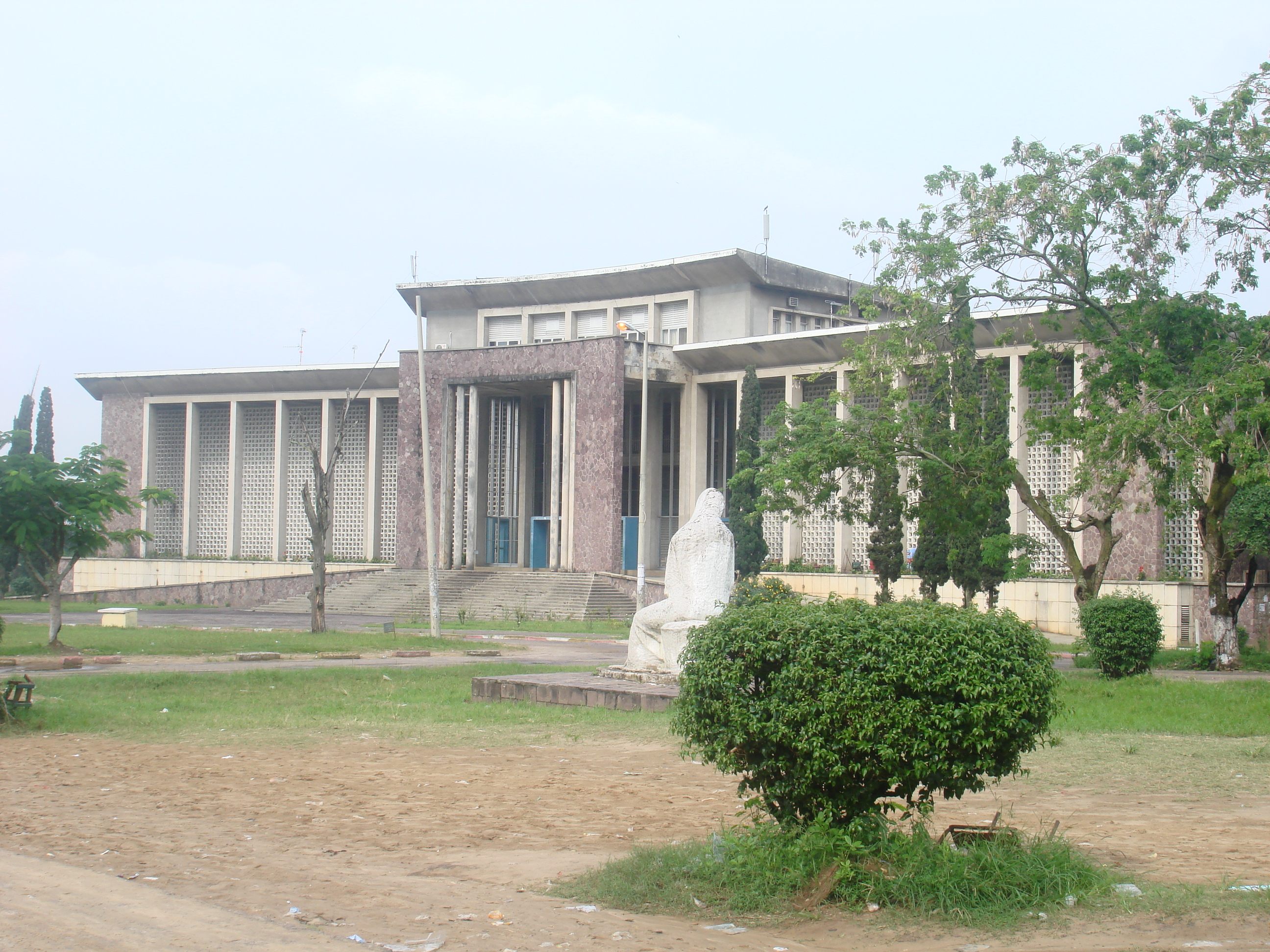
Bâtiment du rectorat.

L'université est dirigée par un Comité de gestion composé de quatre membres (cinq membres, depuis la nomination du nouveau comité de gestion en 2021, un nouveau poste ayant été créé, le secrétaire général à la recherche) : le recteur, le secrétaire général académique, le secrétaire général à la recherche, le secrétaire général administratif et l’administrateur du budget. Pour l'année académique 2018-2019, il s'agit respectivement de Daniel Ngoma Ya Nzuzi, de Célestin Musao Kalombo Mbuyu, de Godefroid Kabengele Dibwe et de Christine Basosila Paoni.

### Liste des recteurs
- Maurice Schurmans, de janvier 1954 à octobre 1954
- Luc Gillon, de 1954 à 1970
- Tharcisse Tshibangu, de 1970 à 1971
- Pene Elungu, de novembre 1969 à septembre 1972 (vice-recteur)
- Lokwa Ilwaloma, de septembre 1972 à août 1975 (vice-recteur)
- Mpase Nselenge, d’août 1975 à décembre 1977 (vice-recteur)
- Vundwawe te Pemako, de décembre 1977 à septembre 1979 (vice-recteur)
- Léon de Saint Moulin, d’octobre 1979 à septembre 1981 (vice-recteur)
- Charles Hein, de septembre 1981 à novembre 1982 (vice-recteur)
- Bokonga Ekanga, de novembre 1983 à septembre 1983
- Mpeye Nyango, de septembre 1983 à août 1986
- Bingoto Mandoko Na Mpeya, d’août 1986 à août 1989[10],[11]
- Boguo Makeli, d’octobre 1989 à avril 1991
- Lombeya Bosongo, d’avril 1991 à novembre 1991
- Luabeya Mesu A Kabwa, de novembre 1991 à mai 1993
- Pindi Mbesa Kifu, de mai 1993 à mai 1995
- Lumpungu Kamanda, de juin 1995 à novembre 1996
- Tamba Vemba, de novembre 1996 à juillet 1997
- Tsakala Munikengi, de juillet 1997 à mai 2000
- Mpeye Nyango, de mai 2000 à juillet 2001
- Josephat Ndelo-di-Phanzu, de juillet 2001 à mars 2005
- Bernard Lututala Mumpasi, de mars 2005 à février 2009
- Kika Mavunda, de 2009 à 2010
- Labana Lasay'Abar, de 2010 à 2015
- Daniel Ngoma Ya Nzuzi, de 2015 à 2021
- Jean-Marie Kayembe Ntumba, à partie de 2021

### Organisation des études
L’université est divisée en facultés, qui possèdent des degrés d’indépendance divers. Chaque faculté se compose de départements et de centres de recherches.
Elle organise des enseignements de 1er, 2e et 3e cycles dans toutes les facultés. Les études du 1er  cycle s'appelaient Licence anciennement appelées graduats avant l'arrivée du système LMD. Elles duraient trois ans. Les étudiants parlaient de « L1 », « L2 » et « L3 ». Les études du 2e cycle s'appellent Master anciennement appelées licences jusqu'à l'arrivée du système LMD. Elles duraient deux ans. Les étudiants parlaient de « M1 » et de « M2 ». Les études du 3e cycle s'appellent comme partout ailleurs un doctorat.
Depuis l'arrivée du système LMD, l'université a un programme comme partout dans le monde.
Le minerval (frais d'études) s'élève à 300 dollars pour une année de première année de licence. Il s'élève à 270 dollars pour les classes montantes.

### Facultés
L’université est composée des treize facultés suivantes : faculté de droit, faculté de lettres, faculté de médecine, faculté de médecine vétérinaire, faculté de médecine bucco-dentaires,faculté de pétrole, gaz et énergies renouvelables, faculté polytechnique, faculté de psychologie et science de l'éducation, faculté des sciences et technologies, faculté des sciences agronomiques et environment ,faculté des sciences économiques et de gestion, faculté des sciences pharmaceutiques, faculté des sciences sociales, administratives et politiques.

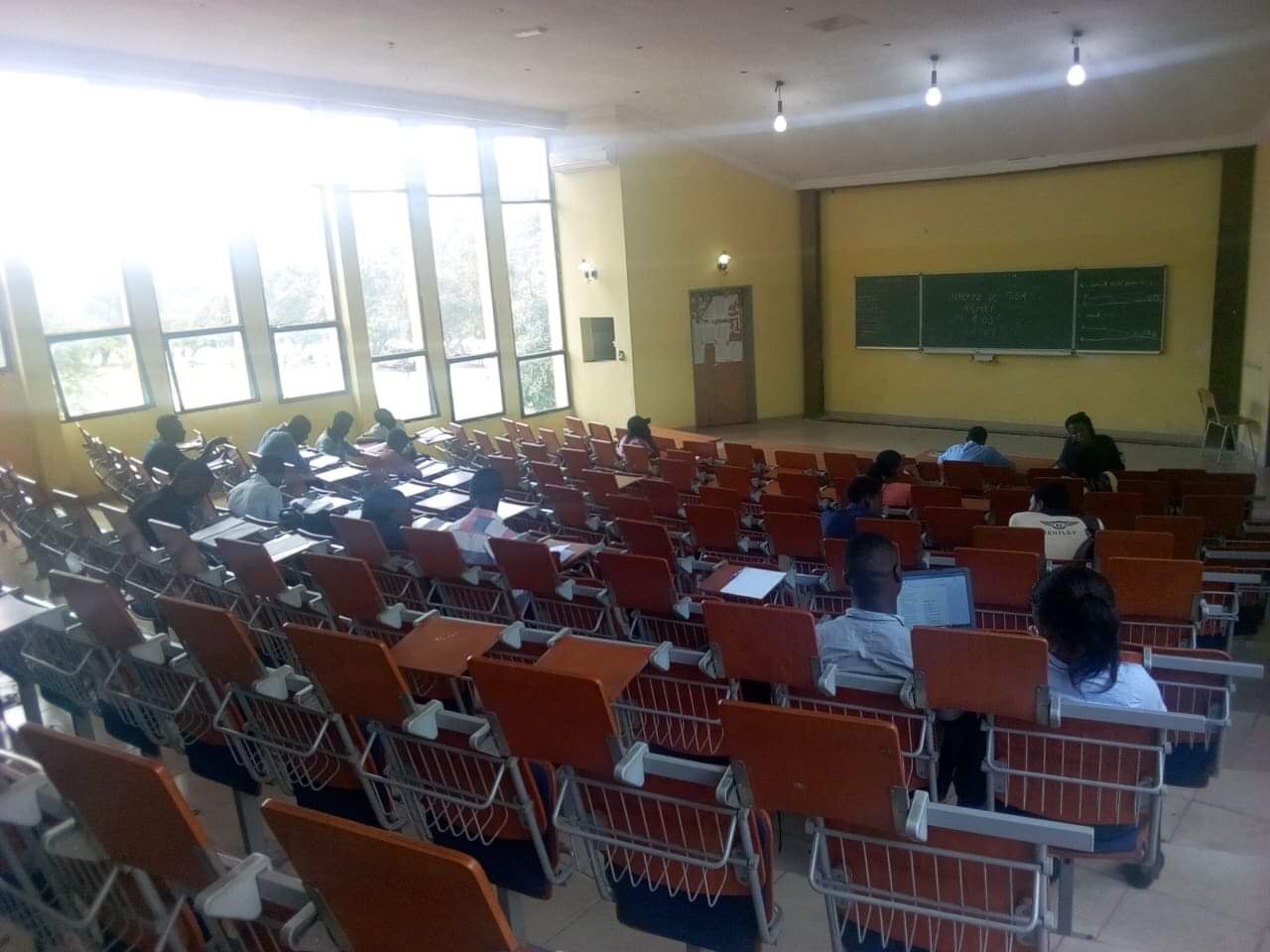
Un auditoire de polytechnique.

### Départements
Chaque faculté est composée de plusieurs départements, parfois divisés en option. La faculté de droit a sept départements : droit privé et judiciaire, droit pénal et criminologie, droit international public et relations internationales, droits de l'Homme, droit économique et social, droit public interne, droit de l'environnement . La faculté de lettres et sciences humaines a quatre départements : lettres, langues, histoire, philosophie. La faculté polytechnique a trois départements : électricité, génie mécanique, génie civil. La faculté de psychologie et des sciences de l'éducation à trois départements : psychologie, science de l'éducation, gestion des entreprises et organisation de travail et d'agrégation. La faculté des sciences et technologies a six départements : physique, chimie et industries, science de la vie, environnement, géosciences (géologie et géographie), mathématique, statistique et informatique.
La faculté des sciences agronomiques et environment a cinq départements : agroécologie qui comprend :phytotechnie, zootechnie, économie agricole, chimie et bio Industries, gestion des ressources naturelles divisée en deux options: gestion de la biodiversité et gestion du sol,eau et assainissement . La faculté des sciences économiques et de gestion à deux départements : économie, gestion. La faculté des sciences pharmaceutiques a sept départements : pharmacologie, chimie médicale et pharmacognosie, galénique et analyse des médicaments, sciences bio pharmaceutiques et alimentaires, options professionnelles des industries et analyse des médicaments, pharmacie d’hôpital et communautaire, biologie médicale.
La faculté des sciences sociales, politiques et administratives trois départements : sociologie et anthropologie, sciences politiques et administratives, relations internationales.
La faculté de pétrole, gaz et énergies nouvelles a quatre départements : exploration-production, raffinage et pétrochimie, gestion pétrolière et genie énergétique et environnementale.
La faculté de médecine a huit départements : chirurgie, CNPP, gynécologie, médecine interne, médecine physique et réadaptation, odonto-stomachologie, science de base, médecine tropicale.

### Entités décentralisées et écoles

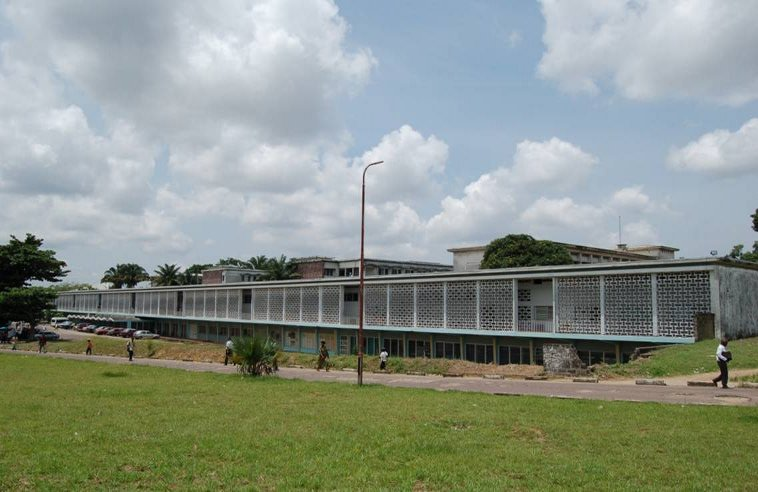
Cliniques universitaires de Kinshasa.

En plus de ces treize facultés, on trouve également sept entités décentralisées dépendantes de l'UNIKIN : les cliniques universitaires, le centre neuro-psycho-pathologique, le centre hospitalier du Mont-Amba, le groupe scolaire du Mont-Amba, l’Institut technique médical, la régie de construction, l’École régionale postuniversitaire d’aménagement et de gestion intégrée des forêts et des territoires tropicaux.
L'UNIKIN a également deux écoles : École de santé publique et École régionale postuniversitaire d’aménagement et de gestion intégrée des forêts et des territoires tropicaux (ERAIFT).

## Bibliothèques
L’université de Kinshasa possède une bibliothèque centrale qui compte approximativement 6 700 ouvrages. En 2016, le journal Le Monde qualifie cette bibliothèque universitaire de « décharnée ».
Depuis 2012, la bibliothèque de l'université de Kinshasa accueille un point d'accès à l'information doté de six postes de travail. La bibliothèque centrale possède une salle de lecture de 500 places assises.
Outre celle-ci, l’université, au sein de chaque faculté, dispose d’une bibliothèque spécialisée, c’est-à-dire ne traitant que la matière de la faculté. Il est très difficile d'estimer le nombre d'ouvrages de ces bibliothèques parce qu'une partie d'entre eux ne sont accessibles qu'aux professeurs.

## Personnalités liées à l’université

### Étudiants
- Étienne Tshisekedi, diplômé en 1961. Cet homme politique fut l'un des premiers diplômés de l'université.
- Chantal Chambu Mwavita, avocate et femme politique congolaise
- Clémentine Nzuji, diplômée en 1968.
- Daniel Mukoko Samba, diplômé en 1983.
- Guy Loando Mboyo, diplômé en 2006.
- Augustin Matata Ponyo, diplômé en 2016.
- Vital Kamerhe, diplômé en 1987. Ancien directeur du cabinet du président de la RDC
- Jean-Jacques Muyembe, diplômé en 1969.

### Professeurs
- Marcel Lihau, professeur de droit à partir de 1963 et ensuite Doyen de la faculté de droit.
- Tshiunza Mbiye, professeur d'économie depuis 1976.
- Mabi Mulumba, professeur d'économie depuis la fin des années 1980.
- Mbela Hiza Longin, professeur de sociologie depuis 1975.

## Galerie de photos

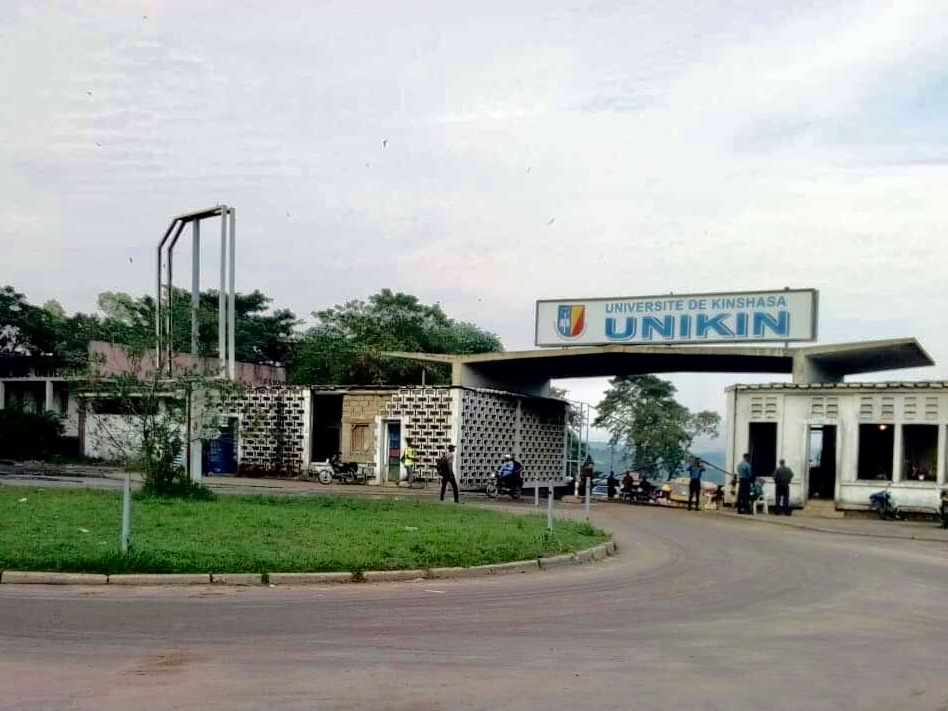
Université de Kinshasa, entrée.
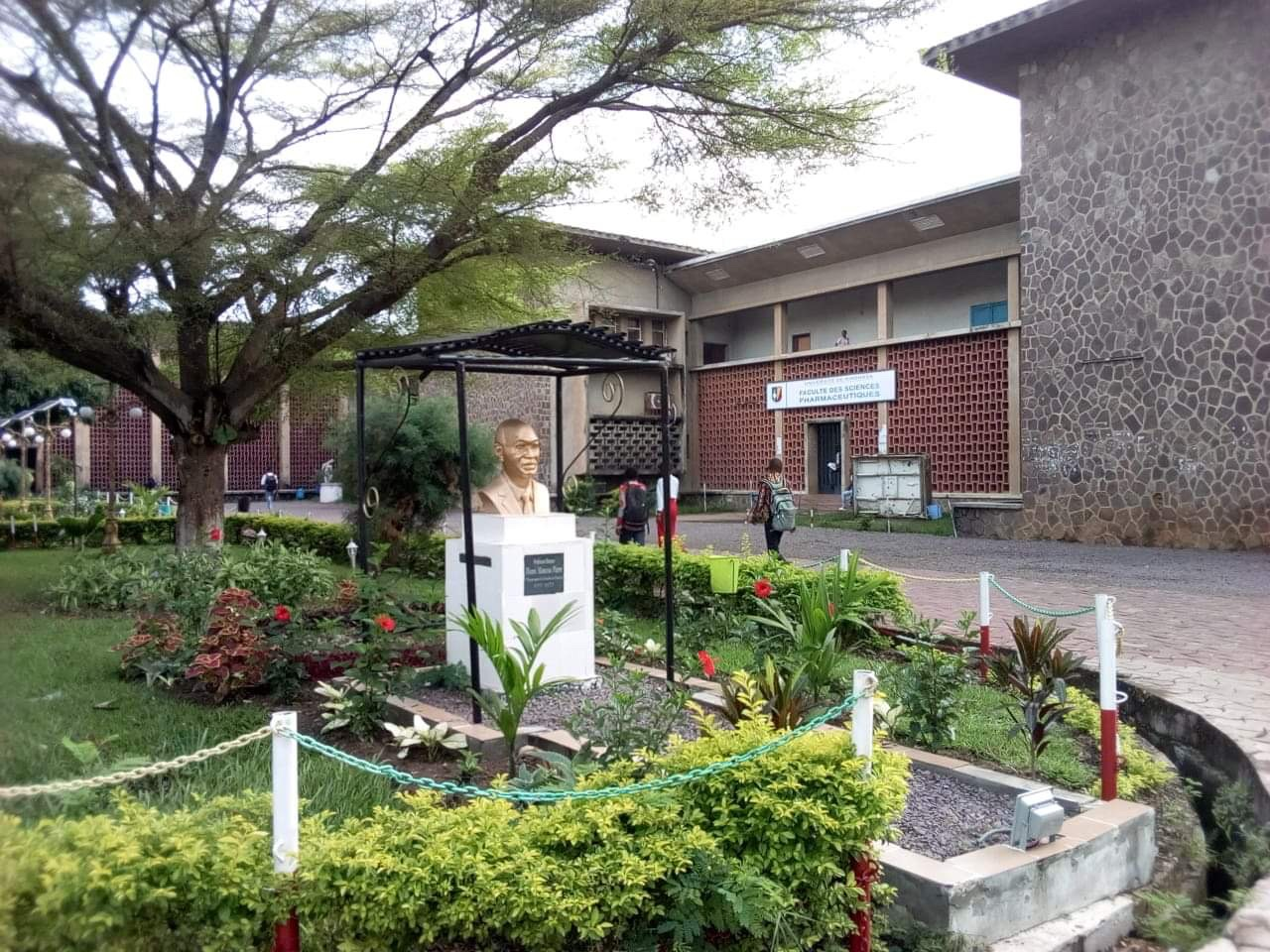
Université de Kinshasa, Faculté de médecine
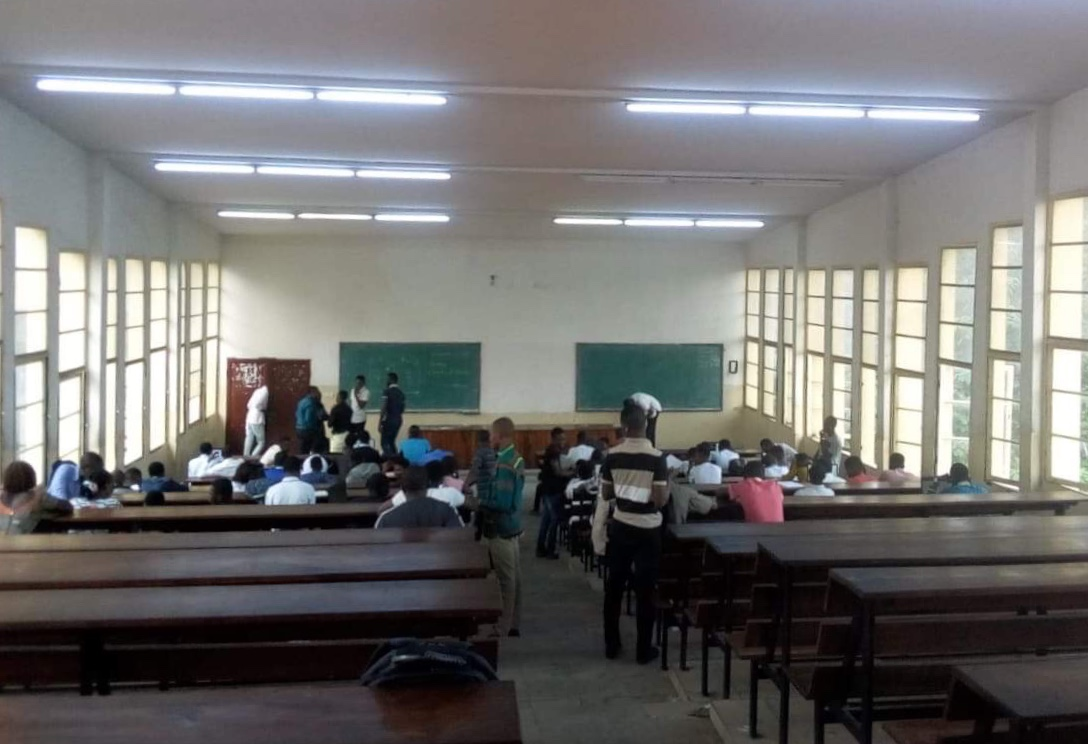
Université de Kinshasa, auditoire D5, Faculté des Sciences et Technologie.